# Metagoniolithon
Metagoniolithon, rod crvenih algi iz potporodice Metagoniolithoideae, dio porodice Porolithaceae. Postoje tri priznate vrste
Rod je opisan 1904.

## Rodovi
1. Metagoniolithon chara (Lamarck) Ducker
2. Metagoniolithon radiatum (Lamarck) Ducker
3. Metagoniolithon stelliferum (Lamarck) Ducker